# أتيا (سرقسطة)
بلدية أتيا (بالإسبانية: Atea) هي بلدية تقع في مقاطعة سرقسطة التابعة لمنطقة أراغون شمال شرق إسبانيا.

## الديموغرافيا
بلغ عدد سكان بلدية أتيا 128 نسمة عام 2011 (وفقاً للمعهد الوطني الإسباني للإحصاء).
| 251 | 246 | 214 | 172 | 157 | 130 | 128 |